# Annumbi rougequeue
Ochetorhynchus phoenicurus
Espèce
Synonymes
- Eremobius phoenicurus Gould, 1839

Statut de conservation UICN

 LC  : Préoccupation mineure
L’Annumbi rougequeue (Ochetorhynchus phoenicurus) est une espèce de passereaux de la famille des Furnariidae.

## Répartition
On la trouve en Argentine et Chili.

## Habitat
Elle habite les zones de broussailles sèches subtropicales et tropicales et les prairies tempérées.